# Avril 1976

## Évènements
- Création du Committee on the Present Danger pour stigmatiser l’érosion des dépenses militaires aux États-Unis.

- 1er avril : création d'Apple par Steve Jobs, Steve Wozniak et Ronald Wayne à Cupertino, en Californie.
- 2 avril, Portugal : promulgation de la nouvelle constitution au Portugal[1].
- 4 avril (Kampuchéa démocratique) : Norodom Sihanouk, réinstallé au pouvoir en 1975, démissionne. Khieu Samphân le remplace.
- 5 avril : 
  - Royaume-Uni : démission de Harold Wilson après l’échec de son projet de Contrat social (associer les syndicats à la lutte contre l’inflation). Il remplacé par James Callaghan dont le mandat est dominé par le problème des relations avec les syndicats. Début du ministère travailliste de James Callaghan, Premier ministre du Royaume-Uni (fin en 1979).
  - Mouvement du 5 avril en Chine : Jiang Qing, épouse de Mao, obtient, après la mort de Zhou Enlai (8 janvier) et l’incident de la place Tian'anmen consécutif (4 avril), que son dauphin Deng Xiaoping soit écarté du pouvoir et contraint de se cacher pour échapper à sa vindicte.
- 8 avril : Peugeot prend le contrôle de Citroën.
- 9 avril : des contingents de la Sa'iqa entrent au Liban et apportent leur soutien aux milices chrétiennes.
- 13 avril[2] (Palestine) : Les élections municipales dans les territoires occupés consacrent l’accession d’une nouvelle élite au détriment des notables traditionnels proches de la Jordanie. Elle appartient aux classes moyennes éduquées et son programme politique et proche de l’OLP.
- 15 avril : rétablissement des relations diplomatiques entre l'Inde et la Chine.
- 19 avril (Rallye automobile) : arrivée du Rallye Safari.
- 21 avril[3] : élections en Thaïlande.
- 25 avril, Portugal : élections législatives; victoire du parti socialiste. Le parti communiste ne remporte que 15 % des voix.
- 28 avril, Francfort, Allemagne : début de la tournée des Rolling Stones Tour of Europe '76.
- 29 avril, France : décret organisant le regroupement familial, deux ans après la fermeture des frontières et l’annonce de l’« immigration zéro ».

## Naissances
- 3 avril : 
  - Nicolas Escudé, joueur de tennis français.
  - Kim Bo-kyung, actrice de cinéma et de télévision sud-coréenne († 2 février 2021).
- 5 avril : « El Renco » (Antonio Pérez Rueda), matador espagnol.
- 6 avril : Georg Hólm (dit Goggi), musicien islandais, bassiste du groupe Sigur Rós.
- 12 avril : Jérôme Commandeur, humoriste et acteur français.
- 13 avril :
  - Jonathan Brandis, acteur, réalisateur et scénariste américain († 12 novembre 2003).
  - Patrik Eliáš, joueur de hockey sur glace tchèque.
  - Dahbia Rigaud, haltérophile française.
- 14 avril : Santiago Abascal, personnalité politique espagnole.
- 17 avril : Maïwenn, actrice, scénariste et réalisatrice française.
- 18 avril : 
  - Melissa Joan Hart, actrice américaine.
  - Gavin Creel, acteur américain († 3 octobre 2024).

## Décès
- 1er avril : Max Ernst, peintre et sculpteur français d'origine allemande (° 2 avril 1891).
- 2 avril : Ray Teal, acteur américain (° 12 janvier 1902).
- 4 avril : Harry Nyquist, scientifique suédois.
- 5 avril : Howard Hughes, aviateur américain
- 12 avril : Jean Andrivet, judoka français, et l’un des pionniers de cette discipline dans le pays (° 11 juillet 1899).
- 14 avril : Gustave Danneels, coureur cycliste belge (° 6 septembre 1913).
- 17 avril : Jean-Jacques Gailliard, peintre belge (° 22 novembre 1890).
- 26 avril :  Sidney Franklin, matador américain (° 11 juillet 1905).